# Larissa Nüsser
Larissa Nüsser (* 8. Februar 2000 in Born, Niederlande) ist eine niederländische Handballspielerin, die dem Kader der niederländischen Nationalmannschaft angehört.

## Karriere

### Im Verein
Nüsser begann das Handballspielen in ihrer Geburtsstadt beim HV Born und wechselte anschließend zum BFC Beek. Im Sommer 2014 schloss sie sich gemeinsam mit ihrer Schwester Chiara dem niederländischen Erstligisten HandbaL Venlo an. Im darauffolgenden Jahr schloss sich die Rückraumspielerin dem Ligakonkurrenten SV Dalfsen an. Mit Dalfsen gewann sie einmal die niederländische Meisterschaft, zwei Mal den niederländischen Pokal sowie einmal den niederländischen Supercup. Im Jahr 2018 unterschrieb sie einen Vierjahresvertrag beim dänischen Erstligisten København Håndbold. Im Dezember 2021 wurde Nüsser vom Ligarivalen Odense Håndbold aus dem Vertrag herausgekauft, um den verletzungsbedingten Ausfall von Mia Rej zu kompensieren. Der Transfer war ein Rekordverkauf für København Håndbold. Im Mai 2022 zog sie sich im zweiten Halbfinalspiel um die dänische Meisterschaft einen Kreuzbandriss zu. Mit Odense gewann sie 2022 die dänische Meisterschaft.
Nüsser wechselte im Sommer 2024 zum norwegischen Erstligisten Vipers Kristiansand. Nachdem die Vipers im Januar 2025 einen Insolvenzantrag gestellt hatten, schloss sie sich dem rumänischen Erstligisten CS Gloria 2018 Bistrița-Năsăud an.

### In der Nationalmannschaft
Nüsser nahm erstmals mit der niederländischen Juniorinnennationalmannschaft an der U-19-Europameisterschaft 2017 teil, bei der sie den fünften Platz belegte. Im selben Jahr bestritt sie im Alter von 17 Jahren ihr Länderspieldebüt für die niederländische A-Nationalmannschaft. Anschließend lief sie weiterhin für die Juniorinnennationalmannschaft auf. Im Jahr 2018 belegte sie bei der U-20-Handball-Weltmeisterschaft den fünften Platz. Im Folgejahr schloss sie mit der niederländischen Auswahl die U-19-Europameisterschaft auf dem zweiten Platz ab. Nüsser wurde zusätzlich in das All-Star-Team berufen.
Ihre erste Turnierteilnahme mit der A-Nationalmannschaft war bei der Weltmeisterschaft 2019, bei der die Niederlande den Titel gewann. Nüsser steuerte acht Treffer zum Erfolg bei. 2020 schloss Nüsser die Europameisterschaft, in deren Verlauf sie elf Tore warf, auf dem sechsten Platz ab. Bei den Olympischen Spielen in Tokio kam Nüsser lediglich in einer Partie zum Einsatz. Ein halbes Jahr später erhielt Nüsser bei der Weltmeisterschaft 2021 wieder größere Spielanteile und erzielte insgesamt 16 Treffer. Bei der Weltmeisterschaft 2023 warf sie 20 Tore und schloss das Turnier mit den Niederlanden auf dem fünften Platz ab.

## Sonstiges
Ihr Vater Harold bestritt 150 Länderspiele für die niederländische Handballnationalmannschaft. Ihr Großvater Jo leitete als Handballschiedsrichter insgesamt 222 internationale Begegnungen.